# Le Bélier (archipel de Pointe-Géologie)
Le Bélier est une île rocheuse de l'archipel de Pointe-Géologie (terre Adélie), situé en mer Dumont-d'Urville au large du continent antarctique.

## Description
Le Bélier, long de 150 m pour une altitude maximale de 12 m, ne se trouve qu'à 500 m de la côte ouest de l'île des Pétrels, par delà le chenal Ouest. Avec le Cancer, le Capricorne, les Poissons, le Sagittaire, le Scorpion, et le Taureau, il constitue le groupe des Sept-Îles,.